# Thần kinh mặt
Thần kinh mặt là dây thần kinh sọ thứ bảy trong tổng số 12 đôi dây thần kinh sọ, viết tắt là CN VII. Thần kinh có nguyên ủy từ cầu não (trên thân não), điều khiển các cơ biểu hiện nét mặt và thu nhận cảm giác vị giác từ hai phần ba trước của lưỡi. Thần kinh từ cầu não qua ống thần kinh mặt trong xương thái dương và thoát ra khỏi hộp sọ tại lỗ trâm chũm. Dây thần kinh này đi lên thân não ở vị trí phía sau thần kinh sọ VI (thần kinh vận nhãn ngoài hoặc thần kinh giạng) và phía trước là thần kinh sọ VIII (thần kinh tiền đình-ốc tai).
Dây thần kinh mặt cũng cho các sợi phó giao cảm trước hạch cho một số hạch đầu và hạch cổ.